# ژاکی نرسسیان
ژاکی نرسسیان (فرانسوی: Jacky Nercessian‎؛ زادهٔ ۱۶ نوامبر ۱۹۵۰) بازیگر ارمنی-فرانسوی است.

## بخشی از فیلمشناسی
- دزد کوچک (۱۹۸۸)
- مایریگ (۱۹۹۱)
- پلاک ۵۸۸ خیابان پارادی (۱۹۹۲)
- طعمه (۱۹۹۵)
- پروانه (۲۰۰۲)
- ناپلئون (۲۰۰۲)
- ماجراهای شگفت‌انگیز ادل بلانسک (۲۰۱۰)